# Офанзива ЈВуО у источној Босни децембра 1944.
Крајем новембра 1944. снаге ЈВуО из Србије, након заједничког пробоја кроз Санџак са чеоним деловима Групе армија Е, прикупиле су се у источној Босни. Са концентрацијске просторије између Рогатице и Соколца ове снаге кренуле су 8. децембра у напад на делове 27. дивизије НОВЈ, са намером да се пробију правцем Рогатица — Хан Пијесак — Власеница — Зворник. Поред велике бројчане надмоћи, снаге ЈВуО нису успеле у својој намери. Вешто маневришући, 27. источнобосанска дивизија НОВЈ је 19. децембра разбила немачке заштитнице јужно од Зворника, а затим 22. децембра нанела озбиљан ударац деснокрилној нападној колони ЈВуО, спречивши тако повезивање са Немцима и одбацивши их од Дрине.
С обзиром на овакав развој, групација ЈВуО извела је контраманевар, преусмеравајући свој напад према Тузли, која је представљала центар слободне територије. Током четири дана драматичних борби у непосредном окружењу Тузле, 24-28. децембра, 27. и 38. дивизија НОВЈ успеле су да сузбију нападе ЈВуО и поразе нападача.
Овај пораз довео је до извесне деморализације и осипања у редовима ЈВуО. Преостале снаге пребациле су се преко планине Озрен у област Модриче, где су се укључиле у немачки систем одбране саобраћајнице Сарајево — Босански Брод.
Овај напад изведен је као помоћни удар у току напора Групе армија Е да се пробије на Сремски фронт и ратиште северно од Драве, где је владала акутна криза. Такође се уклапа у контекст напора Групе армија Е да успостави попречну везу између Сарајева и фронта у доњем току Дрине. и узведен је према жељама Команде Југоистока, уз њихову сагласност и уз немачку помоћ у муницији и збрињавању рањеника. Пре ЈВуО, током новембра 1944. тим правцем је нападала немачка 11. пољска ваздухопловна дивизија, а након ЈВуО, у јануару 1945, истим путем се пробијала немачка 22. дивизија.

## Сукобљене стране
У другој половини новембра 1944. почела је концентрација формација ЈВуО из Србије у горњем Подрињу (на просторији Горажде, Чајниче, Фоча, Калиновик, северне падине планине Јахорине). Око 18. новембра су у Горажде стигле јединице Шумадијске групе корпуса (1. и 2. шумадијски и Пожешки корпус и 1. крагујевачка и Јуришна пратећа бригада); 25. новембра — Група корпуса Горске гарде (Опленачки, Космајски, Црногорски и Златиборски корпус и 1, 2. и 3. бригада); а крајем тог месеца Расинско-топличка, Јужноморавска и Млавско-смедеревска група корпуса. Првих дана децембра стигли су Српски ударни корпус (1. и 2. ударна и 3. дивизија граничара), Јаворски, Авалски, Церски и 1. косовски корпус и Посавско-колубарска група корпуса. Осим њих, на то подручје прикупљене су и јединице 2. јуришног, 1. и 2. милешевског, Дринског, Романијског, Требињског, Невесињског, Зеничког и Дурмиторског четничког корпуса.
О бројној јачини те четничке групације постоје различити подаци. Јевђевић је у преговорима са Немцима навео број од 40.000 људи. Команда Групе армија Е јавила је команданту Југоистока, 11. новембра да се Трифуновић, четнички командант Србије, креће са 10.000 четника Рачића и Кесеровића од Пријепоља ка Фочи. Истог дана она је забележила у свој ратни дневник да Трифуновић има 18.000 четника. С обзиром на прикључивање других групација из Санџака и источне Босне, може се закључити да се у подручју јужно од линије Сарајево — Вишеград концентрисало око 30.000 четника.
Цела групација подељена је на две групе: јужна, слабија, вршила је притисак на делове 29. дивизије НОВЈ у околини Калиновика. Другом, јачом, командовао је Михаиловић лично, и она је извршила тронедељни напад на снаге НОВЈ у источној Босни. Ова група која учествовала у нападу према Зворнику и Тузли, бројала је око 20.000 бораца. То је била једна од највећих концентрација ЈВуО у току рата.
Према њој су се у околини комуникације начазили делови 27. источнобосанске дивизије НОВЈ. Делови ове дивизије су, након борби за Рогатицу 22. октобра — 5. новембра и ометања продора групе „Шојерлен” из Вишеграда у Сарајево 14-22. новембра, били распоређени са циљем вршења напада на немачке транспорте на комуникацији. У више наврата извела је успешне нападе на немачке транспорте, а најуспешнији је био заседа на Сјемећу 27. новембра.
Ова дивизија бројала је у том периоду нешто испод 2.000 бораца. Била је то лака партизанска формација, добро наоружана аутоматским оружјем, али са малим бројем тешког оружја. У последњој фази операције ЈВуО, током одбране Тузле 24-27, децембра, против ЈВуО је употребљена је и 38. источнобосанска дивизија, сличне формације и јачине.

## Контекст операције
Током новембра, и децембра 1944, те јануара 1945. одвијало се пробијање Групе армија Е из Србије и Црне Горе. Пошто нису овладали путевима Подгорица — Требиње — Мостар и Ваљево — Зворник — Тузла — Добој, главну саобраћајница за ову сврху представљала је траса Пријепоље — Вишеград — Рогатица — Сарајево (такозвани „црни пут”). Овом комуникацијом одвијао се жив саобраћај под заштитом немачких заштитница с обе стране пута, а 27. источнобосанска дивизија НОВЈ добила је задатак да ово кретање омета и прекида.
Корпусна група „Милер”, од новембра потчињена команди 34. армијског корпуса, са Краљевачког мостобрана током децембра 1944. извлачила се из долине Западне Мораве, под притиском 14. корпуса НОВЈ, главним правцем Ужице — Љубовија — Зворник — Бијељина — Брчко. Њено извлачење спречавале су 28. и 38. дивизија НОВЈ између Брчког и Зворника, а након 15. децембра почело је пребацивање преко Дрине 17. и 45. дивизије НОВЈ.
Да би олакшала ово извлачење корпуса „Милер”, Група армија Е упутила је 11. пољску ваздухопловну дивизију крајем новембра у напад правцем Соколац — Власеница — Зворник, ради бочне подршке и учвршћивања фронта на Дрини.
Почев од 7. новембра 1944, након форсирања Дунава код Апатина и Батине, у Барањи се развијао напад Трећег украјинског фронта Црвене армије, што је у том тренутку била најозбиљније угрожавање немачких положаја. Због тога је Групи армија Е наређено што хитније померање трупа на север. У склопу померања снага, 11. пољска ваздухопловна дивизија морала је да напусти намеру поседања и отварања пута Соколац — Власеница — Зворник.
8. децембра, након преговора са Немцима, тим правцем наступила је главнина ЈВуО. Група армија Е покушала је да им обезбеди прихват и везу остављањем једне заштитнице јужно од Зворника.

## Намере нападача
Почев од краја октобра 1944. у оптицају је било више концепција о даљем поступању ЈВуО. Павле Ђуришић заступао је идеју о концентрисању свих снага у Црној Гори и повезивању са савезницима у Грчкој или евентуално Албанији, у случају искрцавања. Постојала је такође идеја о концентрисању у Херцеговини и јужној Далмацији, где би се дочекали савезници. Љотић је преко својих представника заступао концентрисање свих националних снага у Словенији. Немцима прве две замисли нису одговарале. Они су настојали да усмере снаге ЈВуО тамо где ће им бити најкорисније у спречавању снага НОВЈ да приступе њиховим виталним комуникацијама.
На преговорима са Јевђевићем, Немци су успели да усмере снаге ЈВуО из југозападне Србије у правцу Сарајева, у смеру кретања властитих снага.
3. 11, на молбу четничког делегата мајора Јевђевића из Врховног штаба Драже Михаиловића, одржан је састанак са начелником Обавештајног одељења Групе армија. Дража Михаиловић сада се налази са око 40.000 четника у рејону између Новог Пазара и Вишеграда.
1.) Четници ће пратити и потпомагати немачке трупе у њиховом наступању до Сарајева.
.
Након пребацивања у источну Босну, у више наврата вођени су преговори о снабдевању ЈВуО и о њиховом даљем ангажовању. Најистакнутији представник ЈВуО на овим преговорима био је пуковник Борота, командант Романијског корпуса ЈВуО. На овим преговорима коначно је постигнут договор о наступању у правцу Зворника, који је Немцима одговарао. О овоме је штаб Групе армија Е 10. децембра обавестио потчињене команде.
10. 12. 1944. Операт. одељење (Сарајево)
Сарадња са четницима.
Телеграм 34. и 91. арм. корпусу, 5. СС-брд. арм. корпусу и Корпусној групи »Киблер«:
1) Четници на маршу у шири рејон Ваљева привремено ће прећи преко подручја Рогатица — Љубовија — Зворник — Кладањ.
2) ДМ гарантује најлојалније држање према немачким јединицама и нуди сарадњу. Знак распознавања за сарадњу између немачких јединица и четника је: Митровица.
3) Четнике у што већој мери користити за службу извиђања. Материјална помоћ може им се обезбедити у ограниченим размерама уколико се ставе на располагање за борбу против банди.
4)  К-да Групе армија обавестила је хрватске власти о наведеном кретању.
Руководство ЈВуО нашло је свој интерес у овом правцу у томе што је морало да обезбеди место за презимљавање и обезбеђивање исхране јединица (област источно од Сарајева била је опустошена), и што би тиме освојило погодне положаје за евентуални повратак у Србију.

## Ток борби

### Прва фаза операције (8—12. децембар)
Снаге ЈВуО развиле су се у напад са концентрацијске просторије између гарнизона Соколац и Рогатица, које је држао Први усташки здруг (тзв. Црна легија), под заштитом немачких заштитница око пута. Лева нападна група, споредна, коју је сачињавао Српски ударни корпус, наступила је кроз област села Озерковића и ступила у борбу још пре преласка пута Рогатица — Сарајево са Другим батаљоном 20. романијске бригаде НОВЈ, који је угрожавао саобраћајницу с југа.
Главна, десна нападна група, развила се у три колоне до саме Рогатице, и наступила у правцу север-североисток, сукобивши се са деловима 16. муслиманске бригаде НОВЈ између села Шенковићи и Закомо.
Снаге ЈВуО напредовале су систематски и организовано, и привукле су на себе све три бригаде 27. дивизије. Професионално вођене, снаге ЈВуО настојале су претходницама да лоцирају положаје делова 27. дивизије НОВЈ, а затим их, користећи велику бројчану надмоћ, обухватом угрозе са бока и позадине, и тако систематски потискују. Упркос знатној бројчаној премоћи четника, 27. дивизија је еластичном маневарском одбраном веома успорила њихово наступање. За првих пет дана, од 8. до 12. децембра, снаге ЈВуО напредовале су око 20 километара, успоставивши линију фронта на падинама планине Деветак близу Хан Пијеска.
13. децембра дошло је до застоја у нападу, судећи по изворима ЈВуО, због утрошене муниције. Поведени су поновни преговори да се од Немаца добије попуна муницијом.

### Друга фаза операције (13—23. децембар)
Штаб 27. дивизије уочио је у овом застоју у четничком нападу прилику да поправи своју позицију. 16. децембра извукао је из фронта према ЈВуО 16. и 19. бригаду, оставивши према њима само 20, док је прве две усмерио према Немцима у долини Дрине. У нападима 18. и 19. децембра ове две бригаде успеле су да разбију и потисну пуковску групу „Скендербег” утврђену у месту Дрињачи јужно од Зворника.
Међутим, недуго након одласка 16. и 19. бригаде, у току 16. децембра, све снаге ЈВуО су обновиле наступање. 20. романијска бригада НОВЈ није се упуштала у теже окршаје, већ је покушавала да успорава и омета њихово напредовање. Још истог дана снаге ЈВуО ушле су у Хан Пијесак, а 17. децембра увече и у Власеницу.
18. децембра, након заузимања Власенице, снаге ЈВуО предузеле су напад на 20. романијску бригаду која се налазила изнад Власенице, у рејону Игришта, Хан-Вјетерника и Подбуквика. Била је окружена на малом простору и с ослонцем на Игриште (триг. 1406) пуних 36 сати пружала је снажан отпор. Пошто одатле није могла више испољавати битнији утицај на четничке снаге које су продирале у Бирач, штаб бригаде је одлучио да се јединице извуку из окружења и забаце у позадину четника. Ноћу 19/20. децембра извршење марш преко села Нерића, Пјеновца, Невачке и Кусача у Поджепље, по мећави и великој хладноћи, али без борбе. Тако се 20. децембра 20. романијска бригада нашла у позадини четничке групације.
Овакав развој приморао је штаб Трећег ударног корпуса НОВЈ да 18. и 21. бригаду 38. дивизије извуче из борби у Зворнику и упути према Шековићима ради заустављања ЈВуО. Ове две бригаде (око 1.500 бораца) биле су током 20. и 21. децембра потиснуте од стране ЈВуО из Шековића у долину Спрече. У међувремену, штаб 27. дивизије вратио је своје две бригаде из долине Дрине. 21. децембра увече, 16. и 19. бригада наишле су на деснокрилну групацију ЈВуО (3. српска ударна дивизија, група корпуса Горске гарде) распоређену у околини Шековића, без довољног осигурања. Запазивши пропусте у обезбеђењу ЈВуО, ове две бригаде прешле су из марша у енергичан напад, и, постигавши пуно изненађење, разбиле ову групацију запленивши комору и значајан ратни плен. Сасвим изненађена, Опленачка бригада ЈВуО била је брзо и потпуно разбијена. Људство се разбежало у правцу села Мимице, остављајући за собом око 50 мртвих и рањених и око 60 заробљених војника, као и сву своју и корпусну комору (око 30 кола са великом количином муниције, новца у банкнотама од по 1.000 динара, санитетског и другог материјала) и око 80 волова.
Током целог дана 22. децембра нападне колоне ЈВуО покушавале су да поново преузму контролу над облашћу Шековића. Ови напори су у сложеним и неизвесним борбама ипак на крају остали безузпешни. 20. романијска бригада током 22. децембра оријентисала се према Власеници. Увече 22. децембра/23. децембра, на улазу у Власеницу, сусрела се са колонама Тимочког корпуса ЈВуО. У сусретној борби, у коју је брзо ступила и главнина 20. романијске бригаде, Тимочки корпус је одбачен у југоисточном правцу уз губитке од 52 мртва, 65 рањених и 25 заробљених четника. Тим успехом 20. романијске бригаде уклоњена је резерва Врховне команде ЈВуО са просторије на којој је могла испољити утицај на ток дејстава у долини Дрињаче.
Након овог пораза и бочног удара са правца Дрине, обавештен о наступању нових снага НОВЈ преко Дрине у околини Зворника, Михаиловић је одлучио да преусмери напад у правцу Тузле. Користећи слабу поседнутост тог правца од стране снага НОВЈ, колоне ЈВуО брзо су напредовале и 23. децембра увече примакле су у непосредну близину Тузле, распоређене за обухватни напад из више праваца.

### Трећа фаза операције — напад наТузлу
Након пораза код Шековића, команда ЈВуО консолидовала је снаге преусмерила своје наступање према Тузли као циљу. С тим циљем Врховна команда ЈВуО је 23. децембра наредила својим главним снагама (из раније десне колоне: Расинско-топличка, Млавско-смедеревска и група корпуса Горске гарде, Авалски и Јаворски корпус и 3. дивизија ударног корпуса) да овладају линијом између села Липовица — Сврачићи — Горње Петровице и Јегиновог Луга; Ударном корпусу (без 3. дивизије) и Власеничкој бригади да избију на линију Доње Дубраве — Пасци — Љубача; Кладањској бригади, ојачаној са две бригаде Јужноморавског корпуса — да продре правцем Ђурђевик — Живинице до Љубаче, и Јужноморавском корпусу (укупно три бригаде) да крене од Ђурђевика ка Бановићима, Кисељаку и Пурачићу и, пошто ухвати везу са Озренским четничким корпусом, да се оријентише ка Тузли. Основна идеја била је у томе да све те снаге, развијене на полукружну основицу, уз ангажовање Мајевичког и Требавског корпуса (са северне и западне стране), 25. децембра крену у наступање на саму Тузлу.
Штаб Трећег корпуса НОВЈ није прозрео ову намеру команде ЈВуО до 25. децембра, док није почело наступање ка граду. Овај штаб сматрао је да су четници заустављени, и да постоје услови да се они разбију у околини Кладња. Тако су се пред главном, десном колоном ЈВуО, која је избила на пут Тузла — Зворник и 25. децембра наступала са истока према Тузли, нашле само две бригаде (18. и 21.) 38. дивизије НОВЈ. Пред колоном ЈВуО која је наступала са југа, правцем Кладањ — Живинице, налазиле су се 17. бригаду и 19. бригада под командом штаба 27. дивизије. 16. бригада остала је тог дана у области Шековића без додира са снагама ЈВуО, као и 20. у области Власенице. У току 25. децембра, кад се јасно испољила намера ЈВуО да заузме Тузлу, штаб 27. дивизије је наредио да 20. романијска бригада усиљеним маршем избије на правац Тузла — Грачаница, на западно крило одбране града, 16. муслиманска пребацила се у област Живиница, на јужном крулу, а 17. мајевичка померена је улево, у састав своје, 38. дивизије, на источном крилу одбране.
Током 26. децембра јужна и источна (средња и десна) групација ЈВуО енергично су наступале према Тузли, док је притисак западне групације био нешто слабији, услед недоласка великих делова Озренског и Требавског корпуса ЈВуО. На источном крилу, на прилазима Симином Хану, положаји су више пута у току дана порелазили из руке у руку.
Током ноћи штаб Трећег корпуса НОВЈ припремио је противудар на овом сектору. У првом делу ноћи 16. муслиманска бригада успешно се забацила у позадину снага ЈВуО у захвату пута Зворник — Тузла, тако да је након поноћи отпочео општи концентричлан напад свих јединица 38. дивизије НОВЈ и 16. бригаде 27. дивизије на главну нападну групацију ЈВуО на источним прилазима Тузли. Овим нападом главна група ЈВуО разбијена је и распршена, и у великој мери онемогућена за даље организовано вођење напада,
Након овог успеха, Први и Други батаљон 16. муслиманске бригаде 27. децембра усиљеним маршем упућени су преко села Вуковија ка Живиницама, док су Трећи и Четврти батаљон и извиђачка чета ујутро камионима и железницом пребачени до Живиница. где је изјутра 27. децембра пренето тежиште борбе. На овом подручју снаге ЈВуО давале су током целог 27. децембра упоран отпор, настојећи да прихвате делове источне групације који су се извлачили долином Спрече на запад. На источном сектору током 27. децембра коначно се испољио и напад делова 23. српске дивизије, која је са осталим деловима 14. корпуса НОВЈ форсирала Дрину претходних дана. Тиме је коначно успостављено садејство са 14. корпусом које је захтевао штаб 3. корпуса у својој депеши Врховном штабу 25. децембра, сматрајући га неопходним. Ово је условилу додатну дезорганизацију у источној групацији ЈВуО.
Борбе током 27. децембра у области Живиница нису имале јасан исход. Обе стране су на крају дана, упркос обостраним упорним нападима, углавном остале на истим положајима на којима су били током јутра. Изјутра 28. децембра је цела 27. источнобосанска дивизија НОВЈ прешла у напад. Борба се развила у велики број упорних борби на отпорним тачкама дуж свих положаја ЈВуО. На многим местима, борба се водила из непосредне близине, а било је и случајева да се борци две стране измешају. Након шесточасовног упорног отпора, после подне тзог дана положаји ЈВуО почели су да попуштају. Михаиловић је, суочен са немогућношћу постизања циља напада, наредио организовано извлачење свих својих снага према масиву планине Озрен. Преморене јединице 27. дивизије НОВЈ нису имале снаге за енергично гоњење, тако да су крајем дана борбе ослабиле, и већи део снага ЈВуО извукао се из борбеног додира са НОВЈ.

## Развој ситуације након битке заТузлу
У овој фази рата, на немачкој страни формиране су, осим армијских, и СС-команде. Кад је избила на реку Босну код Маглаја, Михаиловићева група ступила је у контакт са Штефаном Хедрихом, СС-оберфирером и инспектором у главном штабу СС, командантом СС-области Северозападна Босна. Према сећањима Хедриха, Михаиловићева група му је понудила да се стави под немачку команду и тражила муницију:
Једног дана (децембра 1944) појавио се преда мном изненада један четнички генерал са два генералштабна официра (били су активни у српској војсци) и рекао следеће: Кад су Руси упали у Србију, његових 40.000 четника повукло се преко Дрине и стоје на обали Босне 10-20 км од Маглаја. Они су спремни да се ставе под немачку команду и приме моју подршку према истоку, док бих ја требало да им ставим на располагање неопходну пешадијску муницију.
Након овог пораза дошло је до извесног осипања у редовима ЈВуО. Српски ударни корпус одмарширао је Немцима у Сарајево, да би био транспортован возовима у Словенију, а остале снаге извукле су се преко Озрена према Модричи. Током борби од 11. до 14. јануара 1945. из Модриче су избациле гарнизон НДХ. Након тога склопиле су 18. јануара споразум са локалним руководством НДХ и разместиле су у граду и околини са ослонцем на немачке снаге. Штаб Групе армија Е заузео је став да се не меша у међусобне размирице четника и снага НДХ, настојећи да из обе стране извуче највећу могућу корист.
14. 12. 1944. Операт. одељење (Сарајево)
Питање четника.

Саопштење упућено 5. СС-брд. арм. корпусу, у коме се каже да ће преговоре принципијелне природе са представницима ДМ водити К-да Групе армија »Е«, да није пожељно укључивање у спорове између усташа и четника и да је за преговоре условљене ситуацијом са четничким нижим старешинама овлашћена К-да 5. СС-брд. арм. корпуса, односно њени делегати.
На подручју доњег тока реке Босне снаге ЈВуО су 18. јануара склопиле споразум са снагама НДХ током фебруара и марта 1945. учествовале заједно са немачким снагама у борбама против покушаја Друге армије ЈА да пресече саобраћајницу у долини реке Босне.
У међувремену немачке снаге су 1. јануара 1945. поново поселе напуштену Власеницу, око које су се од 7. јануара распламсале оштре борбе између јединица 2. армије ЈА и немачке посаде. Након извлачења 21. корпуса из окружења, Група армија Е је 23. јануара поново покренула напад истим правцем Власеница — Зворник, којим је већ наступала 11. ваздухопловна пољска дивизија у новембру, и главнина ЈВуО у децембру 1944.

## Значај офанзиве ЈВуО
Неуспех ЈВуО је потврдио њихову војну инфериорност у овој фази и неспособност да буду релевантан војни чинилац на завршетку рата. Ипак, њихова офанзива у овом подручју била је од значајне помоћи Немцима. Делови Групе армија Е у то време су се пробијали правцима Вишеград — Сарајево и Ужице — Љубовија — Бијељина. Наступање ЈВуО ослободило је виталну комуникацију Вишеград — Сарајево притиска НОВЈ, чега су и представници ЈВуО били свесни, па су у свом захтеву за доделу муниције Немцима споменули и тај свој допринос. Такође, принудили су Трећи корпус НОВЈ да извуче 38. дивизију са немачког фронта у непосредну одбрану Тузле, што је такође представљало посредну помоћ Немцима. Делимично захваљујући овим олакшањима које јој је омогућила ЈВуО, Група армија Е успела је да заустави децембарску офанзиву на Сремском фронту, и, штавише, организује јануарску противофанзиву која је резултовала релативним стабилизовањем њених позиција.